# Marion Blondeau
Marion Blondeau (* 30. Juni 1986 in Saint-Claude, Frankreich) ist eine ehemalige französische Biathletin.

## Leben
Blondeau betrieb seit dem Jahr 2000 Biathlon. Vier Jahre später wurde die Sportlerin vom Ski Club du Mont-Noir für den französischen Nationalkader ausgewählt. Ihr internationales Debüt gab sie 2004 als Sprint-18. im Rahmen eines Junioreneuropacups in Méribel. Sie trat sie bei den Biathlon-Juniorenweltmeisterschaften 2004 in Haute-Maurienne an und gewann in allen vier Wettbewerben Medaillen. Titel gewann sie im Einzel und mit der Staffel (zusammen mit Marie Dorin), Silber im Sprint und Bronze in der Verfolgung.
Bis zu den nächsten Juniorenweltmeisterschaften 2005 in Kontiolahti gewann Blondeau drei Junioren-Europacuprennen. In Kontiolahti gewann sie erneut Gold mit der Staffel und Silber im Sprint (hinter Magdalena Neuner). Auch die nächsten Juniorenweltmeisterschaften 2006 verliefen überaus erfolgreich. Blondeau gewann in Presque Isle erneut in allen vier Wettbewerben Medaillen. Gold im Einzel, Silber mit der Staffel (hinter Deutschland) und in der Verfolgung (hinter Magdalena Neuner) sowie Bronze im Sprint (hinter Carolin Hennecke und Magdalena Neuner).
Nach diesen Erfolgen wurde sie am Holmenkollen in Oslo erstmals im Biathlon-Weltcup eingesetzt und erlangte (nach einem 46. Platz im Sprint) als 30. in der Verfolgung ihren ersten Weltcuppunkt. Bei den Junioren-Europameisterschaften 2006 in Langdorf gewann die Französin zudem Bronze in der Staffel.
Für die Saison 2007/08 wurde Blondeau von den französischen Trainern erneut in das erweiterte Weltcupaufgebot berufen. Sie konnte jedoch an frühere Erfolge nicht anknüpfen und beendete 2009 ihre Karriere.

## Biathlon-Weltcup-Platzierungen
Die Tabelle zeigt alle Platzierungen (je nach Austragungsjahr einschließlich Olympische Spiele und Weltmeisterschaften).
- 1.–3. Platz: Anzahl der Podiumsplatzierungen
- Top 10: Anzahl der Platzierungen unter den ersten zehn (einschließlich Podium)
- Punkteränge: Anzahl der Platzierungen innerhalb der Punkteränge (einschließlich Podium und Top 10)
- Starts: Anzahl gelaufener Rennen in der jeweiligen Disziplin

| Platzierung                      | Einzel | Sprint | Verfolgung | Massenstart | Staffel | Gesamt |
| -------------------------------- | ------ | ------ | ---------- | ----------- | ------- | ------ |
| 1. Platz                         |        |        |            |             |         |        |
| 2. Platz                         |        |        |            |             |         |        |
| 3. Platz                         |        |        |            |             |         |        |
| Top 10                           |        |        |            |             |         |        |
| Punkteränge                      |        |        | 1          |             |         | 1      |
| Starts                           |        | 2      | 2          |             |         | 4      |
| Stand: nach der Saison 2008/2009 |        |        |            |             |         |        |